# Ratpenat d'orelles d'embut de Gervais
El ratpenat d'orelles d'embut de Gervais (Nyctiellus lepidus) és una espècie de ratpenat que es troba a les Bahames i a Cuba.